# Za Folwarkiem
Za Folwarkiem – część wsi Cichawka w Polsce położona w województwie małopolskim, w powiecie bocheńskim, w gminie Łapanów.
W latach 1975–1998 Za Folwarkiem należało administracyjnie do województwa tarnowskiego.